# Objętość zapasowa wydechowa

Podstawowe objętości i pojemności płuc.
Legenda
TLC – całkowita pojemność płuc
VC – pojemność życiowa
RV – objętość zalegająca
IC – pojemność wdechowa
FRC – czynnościowa pojemność zalegająca
IRV – objętość zapasowa wdechowa
TV – objętość oddechowa
ERV – objętość zapasowa wydechowa

Objętość zapasowa wydechowa (ang. expiratory reserve volume, ERV) – objętość gazu oddechowego jaką można wydalić z płuc podczas maksymalnego wydechu. Nie obejmuje objętości wydechowej, która jest wydalana podczas spokojnego oddychania (objętość oddechowa – TV).